# Szwecja na Zimowych Igrzyskach Olimpijskich 1964
Szwecję na Zimowych Igrzyskach Olimpijskich 1964 reprezentowało 57 zawodników: 49 mężczyzn i osiem kobiet. Był to dziewiąty start reprezentacji Szwecji na zimowych igrzyskach olimpijskich.

## Zdobyte medale
| Medal  | Zawodnik | Dyscyplina          | Konkurencja                 | Rezultat      |
| ------ | --- | ------------------- | --------------------------- | ------------- |
| Złoto  | Sixten Jernberg | Biegi narciarskie   | Bieg na 50 km mężczyzn      | 2:43:52,6 h   |
| Złoto  | Karl-Åke Asph, Sixten Jernberg, Janne Stefansson, Assar Rönnlund | Biegi narciarskie   | Sztafeta 4 × 10 km mężczyzn | 2:18:34,6 h   |
| Złoto  | Jonny Nilsson | Łyżwiarstwo szybkie | Bieg na 10 000 m mężczyzn   | 15:50,1 min   |
| Srebro | Assar Rönnlund | Biegi narciarskie   | Bieg na 50 km mężczyzn      | 2:44:58,2 h   |
| Srebro | Barbro Martinsson, Britt Strandberg, Toini Gustafsson | Biegi narciarskie   | Sztafeta 3 × 5 km kobiet    | 1:01:27,0 min |
| Srebro | Kjell Svensson, Lennart Häggroth, Gert Blomé, Nils Johansson, Roland Stoltz, Bert-Ola Nordlander, Nils Nilsson, Ronald Pettersson, Lars-Eric Lundvall, Eilert Määttä, Anders Andersson, Ulf Sterner, Carl-Göran Öberg, Sven Johansson, Uno Öhrlund, Hans Mild, Lennart Johansson | Hokej na lodzie     | turniej mężczyzn            |               |
| Brąz   | Sixten Jernberg | Biegi narciarskie   | Bieg na 15 km mężczyzn      | 51:42,2 min   |

## Skład kadry

### Biathlon
Mężczyźni
| Zawodnik           | Konkurencja   | czas biegu | Kary  | Łączny czas | Pozycja |
| ------------------ | ------------- | ---------- | ----- | ----------- | ------- |
| John Güttke        | Bieg na 20 km | 1:24:02,4  | 4:00  | 1:28:02,4   | 9.      |
| Sture Ohlin        | Bieg na 20 km | 1:25:46,0  | 4:00  | 1:29:46,0   | 12.     |
| Sven-Olov Axelsson | Bieg na 20 km | 1:21:13,6  | 12:00 | 1:33:13,6   | 17.     |
| Sten Eriksson      | Bieg na 20 km | 1:23:27,8  | 12:00 | 1:35:27,8   | 25.     |

### Biegi narciarskie
Mężczyźni
| Zawodnik                                                      | Konkurencja        | czas      | Pozycja |
| ------------------------------------------------------------- | ------------------ | --------- | ------- |
| Sixten Jernberg                                               | Bieg na 15 km      | 51:42,2   | brąz    |
| Janne Stefansson                                              | Bieg na 15 km      | 51:46,4   | 5.      |
| Assar Rönnlund                                                | Bieg na 15 km      | 52:35,5   | 13.     |
| Lars Olsson                                                   | Bieg na 15 km      | 52:57,9   | 16.     |
| Janne Stefansson                                              | Bieg na 30 km      | 1:32:34,8 | 4.      |
| Sixten Jernberg                                               | Bieg na 30 km      | 1:32:39,6 | 5.      |
| Assar Rönnlund                                                | Bieg na 30 km      | 1:32:43,6 | 7.      |
| Torsten Samuelsson                                            | Bieg na 30 km      | 1:33:07,8 | 9.      |
| Sixten Jernberg                                               | Bieg na 50 km      | 2:43:52,6 | złoto   |
| Assar Rönnlund                                                | Bieg na 50 km      | 2:44:58,2 | srebro  |
| Janne Stefansson                                              | Bieg na 50 km      | 2:46:36,6 | 4.      |
| Melcher Risberg                                               | Bieg na 50 km      | 2:48:03,0 | 10.     |
| Karl-Åke Asph Sixten Jernberg Janne Stefansson Assar Rönnlund | Sztafeta 4 × 10 km | 2:18:34,6 | złoto   |

Kobiety
| Zawodnik                                            | Konkurencja       | czas      | Pozycja |
| --------------------------------------------------- | ----------------- | --------- | ------- |
| Toini Gustafsson                                    | Bieg na 5 km      | 18:25,7   | 6.      |
| Barbro Martinsson                                   | Bieg na 5 km      | 18:26,4   | 7.      |
| Britt Strandberg                                    | Bieg na 5 km      | 19:07,5   | 11.     |
| Gun Ädel                                            | Bieg na 5 km      | 26:09,0   | 32.     |
| Britt Strandberg                                    | Bieg na 10 km     | 40:54,0   | 4.      |
| Toini Gustafsson                                    | Bieg na 10 km     | 41:41,1   | 8.      |
| Barbro Martinsson                                   | Bieg na 10 km     | 42:36,1   | 11.     |
| Gun Ädel                                            | Bieg na 10 km     | 44:18,9   | 17.     |
| Barbro Martinsson Britt Strandberg Toini Gustafsson | Sztafeta 3 × 5 km | 1:01:27,0 | srebro  |

### Bobsleje
Mężczyźni
| Osada | Zawodnik                                                          | Konkurencja | Ślizg 1 | Ślizg 2 | Ślizg 3              | Ślizg 4                   | Łącznie                   | Pozycja                   |
| ----- | ----------------------------------------------------------------- | ----------- | ------- | ------- | -------------------- | ------------------------- | ------------------------- | ------------------------- |
| SWE-1 | Kjell Lutteman Heino Freyberg                                     | Dwójki      | 1:06,81 | 1:06,99 | 1:07,93              | 1:07,20                   | 4:28,93                   | 12.                       |
| SWE-2 | Jan-Erik Åkerström Carl-Erik Eriksson                             | Dwójki      | 1:08,01 | 1:11,81 | Nie ukończyli ślizgu | nie ukończyli konkurencji | nie ukończyli konkurencji | nie ukończyli konkurencji |
| SWE-1 | Kjell Holmström Walter Aronsson Kjell Lutteman Carl-Erik Eriksson | Czwórki     | 1:04,26 | 1:04,04 | 1:04,56              | 1:06,38                   | 4:19,24                   | 11.                       |

### Hokej na lodzie
Reprezentacja mężczyzn
| - Kjell Svensson - Lennart Häggroth - Gert Blomé - Nils Johansson - Roland Stoltz - Bert-Ola Nordlander - Nils Nilsson - Ronald Pettersson - Lars-Eric Lundvall |  | - Eilert Määttä - Anders Andersson - Ulf Sterner - Carl-Göran Öberg - Sven Johansson - Uno Öhrlund - Hans Mild - Lennart Johansson |

W rundzie kwalifikacyjnej reprezentacja Szwecji pokonała reprezentację Włoch i awansowała do grupy finałowej. W grupie finałowej reprezentacja Szwecji zajęła drugie miejsce i zdobyła srebrny medal.

### Runda kwalifikacyjna
| 28 stycznia 1964 | Szwecja | 12:2 | Włochy | Eisstadion |

| Godzina: 15:30 |  | (4:1, 5:0, 3:1) |  |  |

### Tabela końcowa

#### Grupa finałowa
| Drużyna           | M | Mecze | Mecze | Mecze | Bramki | Bramki | Bramki | Pkt | Uwagi |
| Drużyna           | M | W     | R     | P     | +      | -      | +/-    | Pkt | Uwagi |
| ----------------- | - | ----- | ----- | ----- | ------ | ------ | ------ | --- | ----- |
| ZSRR              | 7 | 7     | 0     | 0     | 54     | 10     | +44    | 14  |       |
| Szwecja           | 7 | 5     | 0     | 2     | 47     | 16     | +31    | 10  |       |
| Czechosłowacja    | 7 | 5     | 0     | 2     | 38     | 19     | +19    | 10  |       |
| Kanada            | 7 | 5     | 0     | 2     | 32     | 17     | +15    | 10  |       |
| Stany Zjednoczone | 7 | 2     | 0     | 5     | 29     | 33     | -4     | 4   |       |
| Finlandia         | 7 | 2     | 0     | 5     | 10     | 31     | -21    | 4   |       |
| Niemcy            | 7 | 2     | 0     | 5     | 13     | 49     | -36    | 4   |       |
| Szwajcaria        | 7 | 0     | 0     | 7     | 9      | 57     | -48    | 0   |       |

Wyniki
| 30 stycznia 1964 | Kanada | 3:1 | Szwecja | Eisstadion |

| Godzina: 21:00 |

| 1 lutego 1964 | Szwecja | 7:4 | Stany Zjednoczone | Eisstadion |

| Godzina: 20:30 |

| 2 lutego 1964 | Szwecja | 7:0 | Finlandia | Eisstadion |

| Godzina: 18:00 |

| 4 lutego 1964 | Szwecja | 10:2 | Niemcy | Eisstadion |

| Godzina: 20:30 |

| 5 lutego 1964 | Szwecja | 12:0 | Szwajcaria | Messehalle |

| Godzina: 17:00 |

| 7 lutego 1964 | Szwecja | 2:4 | ZSRR | Eisstadion |

| Godzina: 17:00 |

| 8 lutego 1964 | Czechosłowacja | 3:8 | Szwecja | Eisstadion |

| Godzina: 20:30 |

### Łyżwiarstwo figurowe
| Zawodnik               | Konkurencja | Nota   | Pozycja |
| ---------------------- | ----------- | ------ | ------- |
| Ann-Margreth Frei-Käck | Solistki    | 1661,1 | 21.     |

### Łyżwiarstwo szybkie
Mężczyźni
| Zawodnik      | Konkurencja   | Konkurencja   | Konkurencja    | Konkurencja    | Konkurencja    | Konkurencja    | Konkurencja      | Konkurencja      |
| Zawodnik      | Bieg na 500 m | Bieg na 500 m | Bieg na 1500 m | Bieg na 1500 m | Bieg na 5000 m | Bieg na 5000 m | Bieg na 10 000 m | Bieg na 10 000 m |
| Zawodnik      | Czas          | Miejsce       | Czas           | Miejsce        | Czas           | Miejsce        | Czas             | Miejsce          |
| ------------- | ------------- | ------------- | -------------- | -------------- | -------------- | -------------- | ---------------- | ---------------- |
| Heike Hedlund | 41,0          | 7.            |                |                |                |                |                  |                  |
| Björn Lekman  | 42,1          | 22.           |                |                |                |                |                  |                  |
| Bo Ollander   | 42,6          | 27.           | 2:17,1         | 28.            |                |                |                  |                  |
| Manne Lavås   | 42,7          | 29.           | 2:16,2         | 24.            |                |                |                  |                  |
| Örjan Sandler |               |               | 2:15,4         | 18.            | 8:05,3         | 19.            | 16:56,9          | 17.              |
| Ivar Nilsson  |               |               | 2:15,6         | 19.            | 7:49,0         | 7.             | 16:40,3          | 10.              |
| Jonny Nilsson |               |               |                |                | 7:48,4         | 6.             | 15:50,1          | złoto            |

Kobiety
| Zawodnik                     | Konkurencja   | Konkurencja   | Konkurencja    | Konkurencja    | Konkurencja    | Konkurencja    | Konkurencja    | Konkurencja    |
| Zawodnik                     | Bieg na 500 m | Bieg na 500 m | Bieg na 1000 m | Bieg na 1000 m | Bieg na 1500 m | Bieg na 1500 m | Bieg na 3000 m | Bieg na 3000 m |
| Zawodnik                     | Czas          | Miejsce       | Czas           | Miejsce        | Czas           | Miejsce        | Czas           | Miejsce        |
| ---------------------------- | ------------- | ------------- | -------------- | -------------- | -------------- | -------------- | -------------- | -------------- |
| Gunilla Jacobsson            | 46,5          | 6.            | 1:36,5         | 6.             | 2:31,9         | 11.            | 5:39,2         | 15.            |
| Inger Eriksson               | 47,3          | 9.            | 1:37,8         | 9.             | 2:32,0         | 12.            | 5:32,6         | 14.            |
| Christina Lindblom-Scherling | 47,8          | 11.           | 1:39,5         | 14.            | 2:29,4         | 6.             | 5:27,6         | 9.             |

### Narciarstwo alpejskie
Mężczyźni
| Zawodnik         | Konkurencja            | Konkurencja            | Konkurencja     | Konkurencja     | Konkurencja         | Konkurencja              | Konkurencja              | Konkurencja              |
| Zawodnik         | Zjazd                  | Zjazd                  | Slalom gigant   | Slalom gigant   | Slalom specjalny    | Slalom specjalny         | Slalom specjalny         | Slalom specjalny         |
| Zawodnik         | Czas                   | Pozycja                | Czas            | Pozycje         | Czas 1-go przejazdu | Czas 2-go przejazdu      | Czas łączny              | Pozycja                  |
| ---------------- | ---------------------- | ---------------------- | --------------- | --------------- | ------------------- | ------------------------ | ------------------------ | ------------------------ |
| Bengt-Erik Grahn | 2:29,29                | 31.                    | Dyskwalifikacja | Dyskwalifikacja | Dyskwalifikacja     | Nie ukończył konkurencji | Nie ukończył konkurencji | Nie ukończył konkurencji |
| Olle Rolén       | 2:31,14                | 37.                    | 2:00,01         | 30.             | 1:16,14             | 1:06,94                  | 2:23,08                  | 30.                      |
| Rune Lindström   | Nie ukończył przejazdu | Nie ukończył przejazdu | 1:57,06         | 24.             | 1:16,00             | 1:06,68                  | 2:22,68                  | 26.                      |
| Lars Inge Olsson | Nie ukończył przejazdu | Nie ukończył przejazdu |                 |                 | 1:18,74             | Dyskwalifikacja          | Nie ukończył konkurencji | Nie ukończył konkurencji |

### Skoki narciarskie
Mężczyźni
| Konkurencja       | Skoczek         | Skok 1    | Skok 1 | Skok 2    | Skok 2 | Skok 3    | Skok 3 | Nota  | Pozycja |
| Konkurencja       | Skoczek         | odległość | Nota   | odległość | Nota   | odległość | Nota   | Nota  | Pozycja |
| ----------------- | --------------- | --------- | ------ | --------- | ------ | --------- | ------ | ----- | ------- |
| Skocznia normalna | Kurt Elimä      | 76,0      | 102,0  | 75,0      | 104,1  | 75,0      | 104,8  | 208,9 | 7.      |
| Skocznia normalna | Olle Martinsson | 72,0      | 93,9   | 74,0      | 98,7   | 72,0      | 96,1   | 194,8 | 32.     |
| Skocznia normalna | Kjell Sjöberg   | 72,0      | 98,4   | 71,5      | 96,2   | 67,5      | 91,4   | 194,6 | 33.     |
| Skocznia normalna | Holger Karlsson | 70,0      | 93,8   | 74,0      | 96,7   | 72,0      | 97,1   | 193,8 | 35.     |
| Skocznia duża     | Kjell Sjöberg   | 90,0      | 103,8  | 82,       | 98,8   | 85,0      | 110,6  | 214,4 | 5.      |
| Skocznia duża     | Kurt Elimä      | 89,5      | 100,1  | 81,5      | 95,2   | 74,0      | 89,9   | 195,3 | 29.     |
| Skocznia duża     | Olle Martinsson | 80,5      | 87,9   | 84,0      | 99,7   | 76,0      | 93,8   | 193,5 | 32.     |
| Skocznia duża     | Holger Karlsson | 73,0      | 75,4   | 64,5      | 75,7   | 73,0      | 54,4   | 151,1 | 52.     |